# ジェレマイア・モロー
ジェレマイア・モロー（Jeremiah Morrow、1771年10月6日 - 1852年3月22日）はアメリカ合衆国オハイオ州の民主共和党の政治家である。第9代オハイオ州知事。
モローはペンシルベニア州ゲティスバーグ近くでスコットランド・アイルランド系移民の子孫として生まれ、1795年に北西部領土に移った。
準州下院、準州上院で議員を歴任し、1802年の州憲法制定会議に参加、また、1803年、初のオハイオ州選出連邦下院議員になる前に初の州上院議員のひとりに選ばれ6ヶ月その地位にあった。連邦下院議員は1803年から1813年まで務めた。彼は1812年の連邦上院選に出馬し当選、1813年から1819年まで1期務めたが、再選は狙わなかった。1822年には知事選に勝利し、2年の任期を2期務めた。3期は辞退し、かわりに州下院、州上院に舞い戻った。モローは1841年に再びワシントンに送られて連邦下院議員となったが、高齢であるからと1842年の再指名は辞退した。
1852年、モローはオハイオ州ウォーレン郡のレバノン近郊で死去した。モローの遺体はウォーレン郡モンゴメリー・パイクのユニオン墓地に埋葬された。
オハイオ州モロー郡は彼の名にちなむ。